# Vierfachmord von Eislingen
Der Vierfachmord von Eislingen war ein Vierfachmord an einem Ehepaar und seinen beiden Töchtern in der baden-württembergischen Stadt Eislingen im Jahr 2009, begangen vom Sohn der Familie gemeinsam mit einem Schulfreund. Das Verbrechen sowie der anschließende Prozess erregten in der Öffentlichkeit erhebliches Aufsehen.

## Tathergang
Die Täter, der 18-jährige Andreas H. und sein 19-jähriger Freund Frederic B., besuchten gemeinsam ein Göppinger Wirtschaftsgymnasium. In der Nacht vom Gründonnerstag zum Karfreitag ermordeten sie gemeinsam die Eltern des H., einen 57-jährigen Heilpraktiker und seine zwei Jahre jüngere Frau, sowie die 24 und 22 Jahre alten Schwestern, die beide Pädagogik studierten.
Am Gründonnerstagabend, 9. April 2009, hatten sie zunächst gemeinsam bei Frederic B.s Eltern zu Abend gegessen. Sie begaben sich dann zum Haus des H., zogen sich Tatkleidung an und erschossen gegen 22 Uhr die beiden Schwestern, die  vor dem Fernseher saßen, mit einer Kleinkaliber-Pistole. Die jungen Frauen wurden von 10 bzw. 9 Kugeln getroffen. Als Schalldämpfer benutzten die Täter Plastikflaschen. Nach der Tat gingen sie zu einer Musikkneipe in der Nähe, wo die  Eltern den Abend verbrachten, und unterhielten sich mit ihnen etwa eine halbe Stunde lang. Sie kehrten dann zurück zum Elternhaus, zogen sich erneut die Tatkleidung an und warteten auf die Eltern, die gegen 0:30 eintrafen. Der Vater wurde mit acht, die Mutter mit drei Treffern erschossen. Dann kehrten sie zurück zum Haus des Frederic B., wo sie übernachteten. Am nächsten Morgen gingen sie wieder zum Haus des H., wo sie vorgeblich die Morde „entdeckten“, Entsetzen spielten und die Polizei alarmierten.

## Ermittlungen
Die beiden Heranwachsenden gerieten bereits unmittelbar nach der Tat in das Visier der Ermittler, da Einbruchsspuren fehlten und die beiden sich bei den Verhören merkwürdig verhielten. Außerdem fanden sich Schmauchspuren an ihren Händen. Am 17. April 2009 legte Frederic B. ein Geständnis ab. Er zeigte den Ermittlern das Versteck, wo sich die Mordwaffen befanden. Die beiden hatten im Oktober 2008 bei einem Einbruch in das Vereinsheim des Schützenvereins, wo sie beide Mitglied waren, insgesamt 17 Pistolen und Gewehre und 1700 Schuss Munition gestohlen. Bereits seit 2007 hatten die beiden Freunde mehrere kleinere Einbrüche begangen, aus „Abenteuerlust“, wie der Verteidiger von Andreas H. später angab.

## Prozess
Der Prozess begann am 12. Oktober 2009 vor der 6. Jugendkammer des Landgerichts Ulm. Gemäß § 109 Abs. 1 S. 4 JGG hätte das Gericht die Öffentlichkeit ausschließen können, wenn dies im Interesse der Angeklagten geboten gewesen wäre. Stattdessen entschied die Jugendkammer wegen des großen öffentlichen Interesses, neun namentlich ausgewählte Journalisten zuzulassen. Während der Verhandlung legten beide Angeklagte ein Geständnis ab. Frederic B. behauptete dabei, alleine die tödlichen Schüsse abgegeben zu haben. Andreas H. hatte die Tat geplant und seinen Freund überredet, sie auszuführen, da er selbst Hemmungen habe. Als Motiv nannte ein psychiatrischer Gutachter bei Frederic B. seine platonische Liebe zu Andreas H., er habe die Freundschaft vertiefen und sie beide „zusammenschweißen“ wollen. Andreas H. wurde im Urteil Habgier unterstellt, er habe allein an das Familienerbe kommen wollen. Außerdem habe er sich von dem von ihm als tyrannisch empfundenen Vater befreien wollen.
Andreas H. wurde nach Erwachsenenstrafrecht zu einer lebenslangen Freiheitsstrafe verurteilt, außerdem wurde bei ihm eine besondere Schwere der Schuld festgestellt. Nach Auffassung des Strafrechtsprofessors Ulrich Eisenberg hat die Jugendkammer gegen die Soll-Vorschrift des § 43 Abs. 2 S. 2 JGG verstoßen, indem sie gezielt einen Erwachsenenpsychiater an Stelle eines Jugendpsychiaters zum Sachverständigen bestellte.  Der zuständige 1. Senat des Bundesgerichtshof konnte in dem betreffenden Urteil jedoch keine Rechtsfehler feststellen und verwarf das dagegen gerichtete Rechtsmittel des Angeklagten Andreas H. mit Beschluss vom 3. November 2010. Obwohl Frederic B. ein Jahr älter ist, wurde er zu zehn Jahren Jugendstrafe verurteilt, da man bei ihm eine Entwicklungsstörung diagnostizierte.